# 闍耶因陀羅跋摩四世
闍耶因陀羅跋摩四世（？—1192年，梵文名，Jaya Indravarman IV），占婆（占城）12世紀国王。
《宋史》称邹亚娜，1167年，阇耶因陀罗跋摩四世登上占城的王位。称他对大乘佛教和婆罗门教颇有研究。越南李朝乘着阇耶因陀罗跋摩四世登位不久，派大臣苏宪诚领兵讨伐，阇耶因陀罗跋摩四世向越人致送珍珠方物，越方罢兵而回。1170年与越南达成和解之后，占婆集中力量对真腊国开战。1177年，占城的船舰沿湄公河而上，到洞里萨湖，直捣真腊首都耶输陀罗补罗，杀死真腊国王特里布婆那迭多跋摩。真腊王子阇耶跋摩七世即位后率军抗击占城，在1181年将占城军逐出了真腊。1190年，阇耶因陀罗跋摩四世再侵真腊。阇耶跋摩七世以占城王子蘇利耶跋摩为将军，击退了占城的进攻，乘胜攻占了占城首都毗阇耶。阇耶因陀罗跋摩四世被俘，被押往真腊的首都吴哥。真腊王族蘇利耶闍耶跋摩被占城贵族阇耶因陀罗跋摩五世赶回，阇耶跋摩七世送阇耶因陀罗跋摩四世回国。蘇利耶跋摩击灭了阇耶因陀罗跋摩五世，但是没有帮助阇耶因陀罗跋摩四世复位，反而自己做了统一占城的国王。阇耶因陀罗跋摩四世最终被蘇利耶跋摩杀死。